# Enoksaparyna
Enoksaparyna (łac. enoxaparinum) – organiczny związek chemiczny z grupy polisacharydów, drobnocząsteczkowa heparyna o masie cząsteczkowej wynoszącej przeciętnie około 4500 daltonów. Enoksaparyna otrzymywana jest w wyniku zasadowej depolimeryzacji pochodnej estru benzylowego heparyny z błony śluzowej jelit świń. Wykazuje aktywność wobec czynnika Xa układu krzepnięcia krwi nie mniejszą niż 90 IU i nie większą niż 125 IU na miligram oraz małym stopniu wobec czynnika IIa (nie mniej niż 20 IU i nie więcej niż 35 IU na miligram). Poza aktywnością anty-Xa i anty-IIa, dodatkowe właściwości przeciwzakrzepowe i przeciwzapalne enoksaparyny zostały zidentyfikowane w badaniach z udziałem zdrowych ochotników, pacjentów, a także w modelach nieklinicznych. Obejmują one zależne od antytrombiny III zahamowanie innych czynników krzepnięcia takich jak czynnik VIIa, indukcję uwalniania endogennego inhibitora zależnej od czynnika tkankowego drogi krzepnięcia (TFPI), jak również zmniejszenie uwalniania czynnika von Willebranda ze śródbłonka naczyniowego do krwiobiegu.

## Wskazania do stosowania
- profilaktyka żylnej choroby zakrzepowo-zatorowej
  - u pacjentów poddawanych zabiegom chirurgicznym ortopedycznym, zabiegom w chirurgii ogólnej i onkologicznej
  - u osób unieruchomionych z powodu ostrych schorzeń, włącznie z ostrą niewydolnością serca, ostrą niewydolnością oddechową, ciężkimi infekcjami, a także zaostrzeniem chorób reumatycznych powodujących unieruchomienie pacjenta
- profilaktyka tworzenia skrzepów w krążeniu pozaustrojowym podczas hemodializy.
- leczenie zakrzepicy żył głębokich powikłanej bądź niepowikłanej zatorowością płucną
- niestabilna dławica piersiowa oraz zawał serca bez załamka Q w skojarzeniu z kwasem acetylosalicylowym
- świeży zawał serca z uniesieniem odcinka ST (STEMI)

Pierwsze randomizowane podwójnie zaślepione badanie potwierdzające skuteczność enoksaparyny u chorych unieruchomionych z powodu ostrych schorzeń opublikowano w 1999 roku. W trzymiesięcznej obserwacji dawka 40 mg/d podawana podskórnie przez 6–14 dni redukowała ryzyko żylnej choroby zakrzepowo-zatorowej (w porównaniu do placebo i dawki 20 mg/d).

## Przeciwwskazania
- nadwrażliwość na enoksaparynę, heparynę lub jej pochodne
- ostre bakteryjne zapalenie wsierdzia
- ciężkie zaburzenia krzepnięcia krwi
- duże czynne krwawienie lub ryzyko jego wystąpienia
- trombocytopenia u pacjentów z dodatnim wynikiem testu agregacji płytek krwi in vitro w obecności enoksaparyny
- czynna choroba wrzodowa żołądka i (lub) dwunastnicy
- udar (z wyłączeniem udaru powstałego w wyniku zatoru)

## Środki ostrożności
1. Enoksaparynę należy stosować z dużą ostrożnością w sytuacjach zwiększonego ryzyka krwawienia, którymi są na przykład:
  - zaburzenia hemostazy
  - niewyrównane ciężkie nadciśnienie tętnicze
  - retinopatia cukrzycowa
  - niedawno przebyte zabiegi neurochirurgiczne lub oftalmologiczne
  - jednoczesne stosowanie produktów leczniczych wpływających na hemostazę
2. Istnieje ryzyko wystąpienia małopłytkowości wywołanej przez heparynę, z udziałem przeciwciał podczas stosowania heparyn małocząsteczkowych, dlatego należy rozważyć regularne kontrolowanie liczby płytek krwi przed i podczas stosowania enoksaparyny.
3. Heparyna może hamować wydzielanie aldosteronu przez korę nadnerczy, co prowadzi do hiperkaliemii, zwłaszcza u pacjentów z cukrzycą, przewlekłą niewydolnością nerek, wcześniej obecną kwasicą metaboliczną, ze zwiększonym stężeniem potasu w osoczu krwi lub przyjmujących leki moczopędne oszczędzające potas.
4. Podobnie jak po zastosowaniu innych leków przeciwzakrzepowych, jednoczesne podanie enoksaparyny i wykonanie znieczulenia rdzeniowo-nadtwardówkowego może spowodować powstanie krwiaka śródrdzeniowego.
5. W trakcie stosowania enoksaparyny może wystąpić wydłużenie czasu częściowej tromboplastyny po aktywacji oraz czasu krzepnięcia po aktywacji.
6. Różnych preparatów heparyn małocząsteczkowych nie należy stosować zamiennie, ponieważ mogą nie być biorównoważne.

## Interakcje
Przed leczeniem enoksaparyną należy odstawić produkty lecznicze, które zaburzają hemostazę, chyba że ich stosowanie jest konieczne. Są to: salicylany o działaniu ogólnym, kwas acetylosalicylowy, niesteroidowe leki przeciwzapalne (włącznie z ketorolakiem, dekstranem, tiklopidyną, klopidogrelem), kortykosteroidy o działaniu ogólnym, leki działające trombolitycznie i przeciwzakrzepowo, inne leki antyagregacyjne, w tym antagonisty glikoproteiny IIb/IIIa.
Jeśli nie można uniknąć jednoczesnego użycia z wymienionymi specyfikami, należy starannie monitorować kliniczne i laboratoryjne parametry krzepnięcia krwi.

## Działania niepożądane
- krwotok, trombocytoza, trombocytopenia
- reakcje alergiczne
- zwiększenie aktywności enzymów wątrobowych (głównie aminotransferaz)
- pokrzywka, świąd, rumień
- krwiak i ból w miejscu wstrzyknięcia, miejscowe podrażnienie, martwica skóry w miejscu wstrzyknięcia
- hiperkaliemia

## Dawkowanie

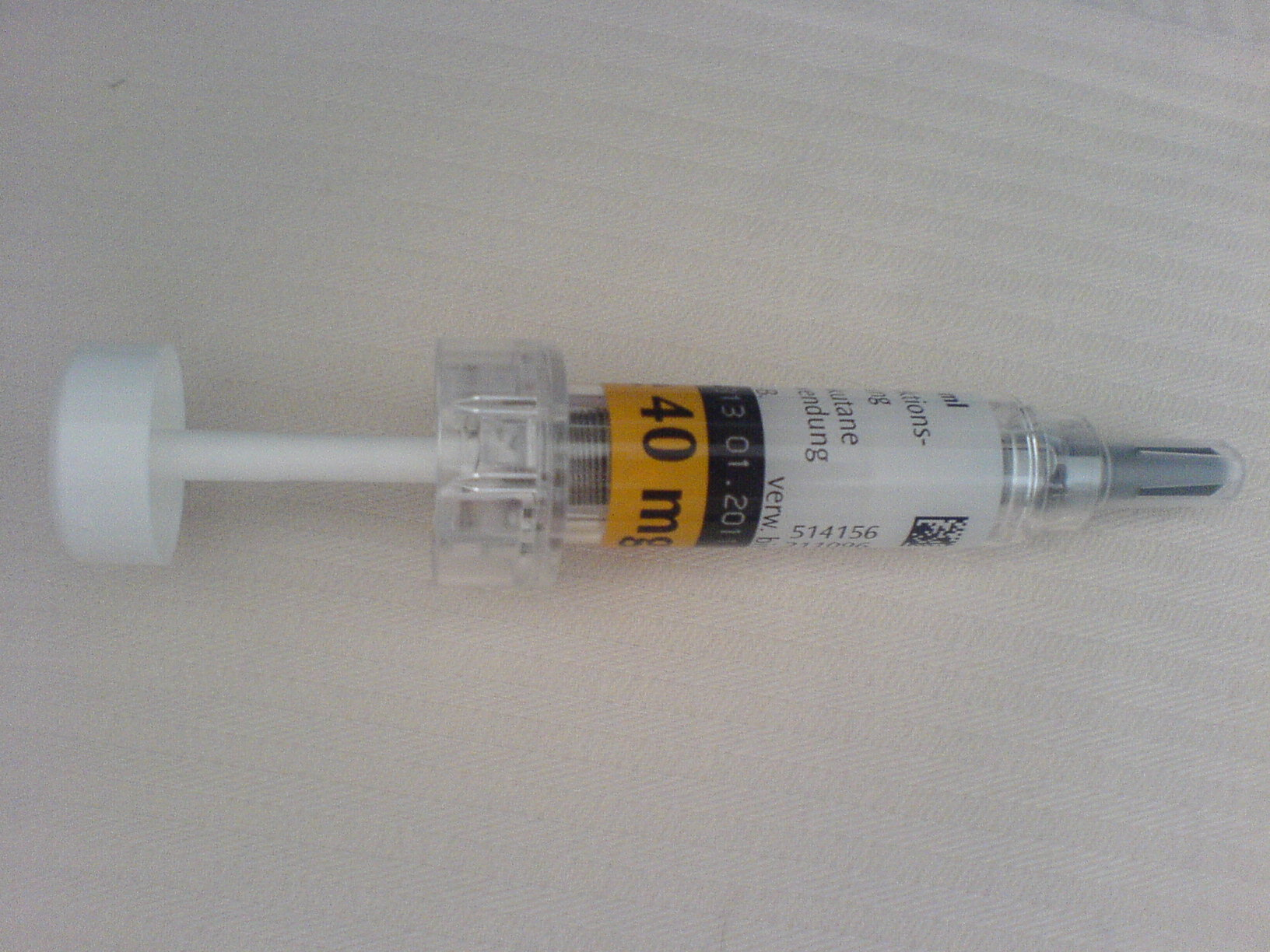
Enoksaparyna (Clexane) w ampułkostrzykawce

- Profilaktyka żylnej choroby zakrzepowo-zatorowej u pacjentów poddawanych zabiegom chirurgicznym: zalecana dawka wynosi od 20 do 40 mg na dobę podskórnie w zależności od stopnia ryzyka krwotoku przez 7–10 dni.
- Leczenie zakrzepicy żył głębokich powikłanej lub niepowikłanej zatorowością płucną: podskórnie raz na dobę w dawce 1,5 mg/kg m.c. lub dwa razy na dobę w dawce 1 mg/kg m.c. przez co najmniej 5 dni.
- Leczenie niestabilnej dławicy piersiowej oraz zawału serca bez załamka Q: zalecana dawka wynosi 1 mg/kg m.c. podskórnie co 12 h w skojarzeniu z doustnym podaniem kwasu acetylosalicylowego w dawce 100–325 mg raz na dobę (leczenie trwa zazwyczaj 2–8 dni).
- Leczenie świeżego zawału mięśnia sercowego z uniesieniem odcinka ST: zalecana dawka u pacjentów poniżej 75 lat wynosi 30 mg w pojedynczym wstrzyknięciu dożylnym i dodatkowo, bezpośrednio po wstrzyknięciu dożylnym, podskórnie 1 mg/kg m.c., a następnie 1 mg/kg m.c. podawana podskórnie co 12 h. Wszyscy pacjenci powinni otrzymywać kwas acetylosalicylowy natychmiast po rozpoznaniu świeżego zawału z uniesieniem odcinka ST i tak długo, dopóki nie wystąpią przeciwwskazania (75–325 mg raz na dobę). Leczenie może wynosić 8 dni lub może być prowadzone do momentu opuszczenia pacjenta ze szpitala.
- Zapobieganie tworzeniu skrzepów pozaustrojowych podczas hemodializy: zalecana dawka wynosi 1 mg/kg m.c. podana do linii tętniczej krążenia pozaustrojowego na początku dializy (działanie tej dawki wystarcza zwykle na czterogodzinną dializę). Dodatkową dawkę 0,5–1 mg/kg m.c. można podać, jeśli zostaną znalezione pierścienie fibrynowe, na przykład po dłuższej niż zwykle dializie.

## Przedawkowanie
Enoksaparyna podana doustnie słabo się wchłania i nawet przyjęcie dużych dawek nie powinno prowadzić do poważnych następstw. Przypadkowe przedawkowanie enoksaparyny po podaniu pozajelitowym może prowadzić do powikłań krwotocznych. Działanie przeciwzakrzepowe może być w większości zneutralizowane przez powolne wstrzyknięcie dożylne siarczanu lub chlorowodorku protaminy. Jeden miligram siarczanu protaminy neutralizuje 1 mg enoksaparyny, o ile podano ją nie później niż po ośmiu godzinach.

## Preparaty
W Polsce dostępna jest w formie roztworów do wstrzykiwań pod nazwami handlowymi Clexane i Neoparin.
Dawki enoksaparyny określa się w miligramach preparatu (1 mg odpowiada 100 j.m. anty-Xa).